# 1968年9月22日の日食

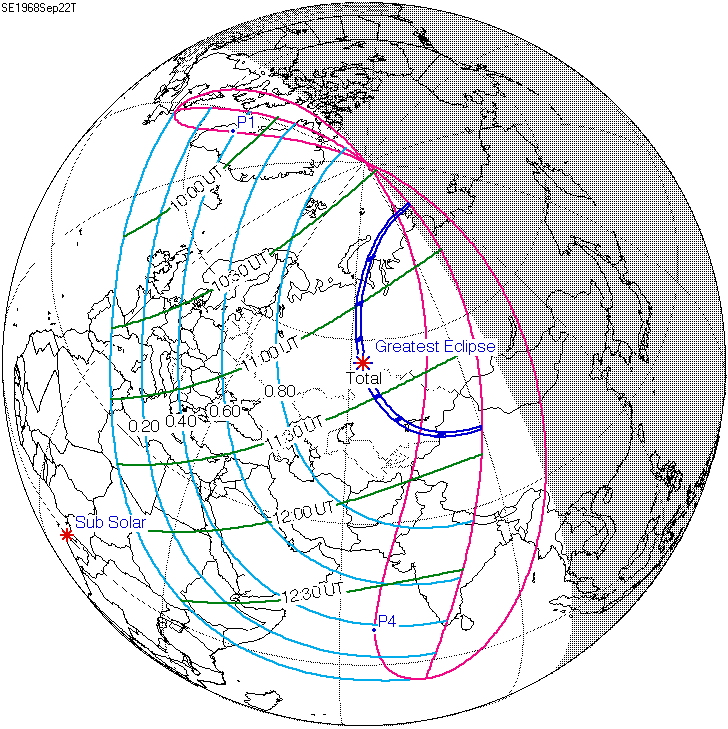

1968年9月22日の日食は、1968年9月22日に観測された日食である。ソ連と中国で皆既日食が観測され、ユーラシア大陸中西部及び周辺の一部で部分日食が観測された。

## 通過した地域
皆既帯が通過した、皆既日食が見えた地域はソ連のセヴェルナヤ・ゼムリャ諸島及びネネツ自治管区とヤマロ・ネネツ自治管区の隣接地域からカザフ・ソビエト社会主義共和国までの地域（現在のロシアとカザフスタンに属する）、中国の新疆ウイグル自治区だった。
また、皆既日食が見えなくても、部分日食が見えた地域はカナダ北東部沿岸、グリーンランド、ヨーロッパのほとんど（イベリア半島を除く）、アフリカ北東部、アジア中西部だった。

## 観測

### ソ連
Opton社はシュテルンベルク天文研究所に皆既日食を観測する提案をし、バルハシ湖沿岸のシャリー・シャガンを目的地と選び、もっと早く目的地に着くためにソ連鉄道省に手紙を送って協力を求めた。観測隊はコロナのスペクトルを撮り、MTO-1000レンズでコロナの写真撮影に協力した学生もいた。観測中気温が変わったため、蛇も現れた。

### 中国
これは中華人民共和国建国後国内に見える初の皆既日食である。当時は文化大革命中で、1936年と1941年の2回の皆既日食の観測を率いた張鈺哲などの天文学者が失脚し、中国科学院は当時の地球物理局副局長の張魁三などを含む約200人の観測隊を新疆に派遣した。観測は毛沢東が紫金山天文台を視察した1953年2月の意味を持つ「532」をコードネームにした。観測隊はまず3日間をかけて列車で新疆の首府ウルムチに着き、自動車に乗り換え、また7天間で光学観測地であるモンゴルキュレ県モンゴルキュレ鎮と電波観測地であるカシュガル市に到着した。山の洞窟で重力測定なども行った。動乱を防ぐため、総理周恩来は中国人民解放軍少将の劉西尭に軍隊を率いさせ、食事と宿泊を観測隊に提供させた。結果、観測隊は中国初の単色光観測と太陽の高解像度電波観測と有人航空機での日食観測に成功した。また、上海科学教育映画スタジオは李文秀などを現地に派遣し、日食の影像を撮り、科学教育の映画「百倍の抱負で日食を観る」を制作ことに成功した。
この皆既日食の皆既帯はソ連と中国2カ国しか通過しなかった。中ソ対立のため、1958年4月19日の金環日食のような共同観測はなかった。観測から約半年後、1969年1月23日付けの中国共産党機関紙「人民日報」はこの皆既日食の観測結果を報道し、「大きな成果を獲得した」と述べ、ソ連を「何度も妨害した」と非難した。